# Lothar Gentsch
Lothar Gentsch (* 14. Januar 1935 in Wintersdorf, Meuselwitz; † 22. November 2020) war ein deutscher Fußballspieler im defensiven Mittelfeld und Fußballtrainer. Er spielte für den SC Aktivist Brieske-Senftenberg in der DDR-Oberliga.

## Karriere
Gentsch spielte in seiner Jugend bei seinem Heimatverein BSG Aktivist Wintersdorf. 1955 wechselte er in die Lausitz zum SC Aktivist Brieske-Senftenberg, die in der Oberliga spielten. Sein Profidebüt gab Gentsch am 8. April 1956, als er am 4. Spieltag gegen den SC Lokomotive Leipzig in der Startelf stand. In der Saison 1956 kam er zu Beginn nur sporadisch zum Einsatz, entwickelte sich aber nach und nach zur Stammkraft, sodass er am Ende auf 16 Einsätze kam. In dieser Spielzeit wurde Gentsch mit Brieske-Senftenberg Vizemeister. Auch in den folgenden Spielzeiten wurde er meistens eingesetzt. Nur in seiner letzten Saison 1962/63 kam er mit 13 Partien auf relativ wenig Spiele. Nach dieser Saison stieg der SC Aktivist Brieske-Senftenberg als Tabellenletzter in die DDR-Liga ab. Sein erstes Tor hatte Gentsch am 21. September 1958 gegen den SC Turbine Erfurt erzielt. 1963 wurde er von dem neu gegründeten SC Cottbus verpflichtet. 1963/64 absolvierte er in seiner ersten Saison alle 30 Ligaspiele. Dies gelang Gentsch auch 1964/65, 1965/66 fehlte er nur an einem Spieltag. Gentsch gehörte ab 1966 der BSG Energie Cottbus an, die aus dem SC Cottbus hervorgegangen war. Für die BSG absolvierte er in der Saison 1966/67 noch 15 Spiele, bevor er 1967 seine Karriere beendete.
Gentsch wirkte nach seiner Karriere von 1968 bis 1985 sowie von 1986 bis 1989 als Cheftrainer bei der BSG Lokomotive Cottbus, musste dann aus gesundheitlichen Gründen aber aufhören.

## Leben
Gentsch lebte in Cottbus-Sandow, war verheiratet und hatte einen Sohn.